# Сомоано, Густаво
Густаво Адольфо Сомоано Винфьельд (исп. Gustavo Adolfo Somohano Winfield; 3 апреля 1925, Монтеррей — 30 сентября 2004, Монтеррей) — мексиканский прыгун в воду. Участник летних Олимпийских игр 1948 года, двукратный серебряный призёр Игр Центральной Америки и Карибского бассейна 1946 и 1950 годов.

## Биография
Густаво Сомоано родился 3 апреля 1925 года в мексиканском городе Монтеррей.
Дважды выигрывал серебряные медали Игр Центральной Америки и Карибского бассейна в прыжках с вышки - в 1946 году в Барранкилье и в 1950 году в Гватемале.
В 1948 году вошёл в состав сборной Мексики на летних Олимпийских играх в Лондоне. В прыжках с 10-метровой вышки занял 14-е место, набрав 91,98 балла и уступив 38,07 балла завоевавшему золото Сэмми Ли из США.
Умер 30 сентября 2004 года в Монтеррее.